# Monrupino
Monrupino (friuli nyelven: Monrupin, szlovénül: Repentabor vagy helyi szóhasználatban egyszerűen Repen) település Olaszországban, Trieszt megyében. Lakosainak száma 854 fő (2023. január 1.). Monrupino Sgonico, Trieszt és Sežana községekkel határos. A lakossága szlovén nemzetiségűekből tevődik össze.

## Népesség
A település népessége az elmúlt években az alábbi módon változott:

| 2018 | 883 |
| 2023 | 854 |